# Gorce (Polen)

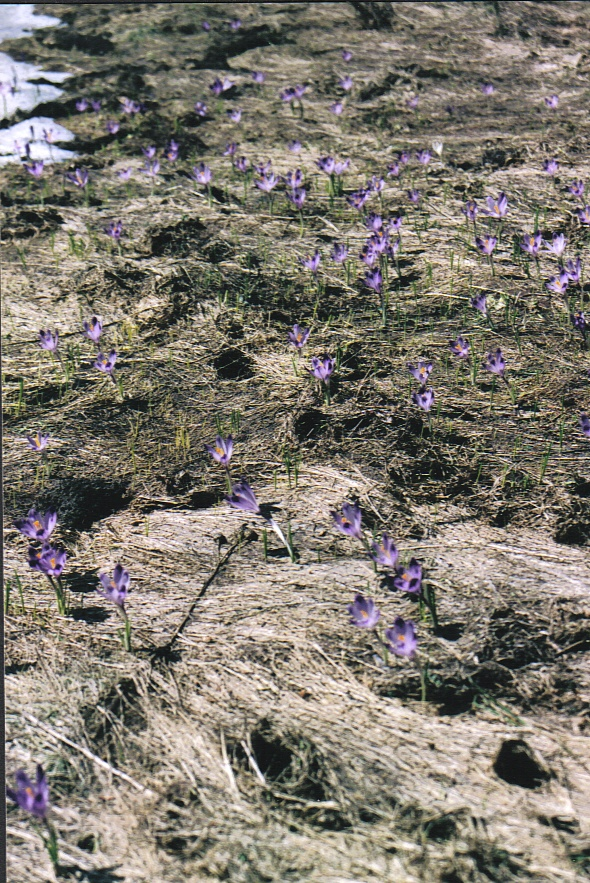
Krokussen in het nationaal park Gorce

Gorce is een berggebied en maakt deel uit van de westelijke Beskiden. Het bergmassief ligt ongeveer 100 kilometer ten zuiden van Krakau in het zuiden van Polen en grenst aan de Podhale. De naam Gorce is afgeleid van een oud werkwoord, gorzeć, dat verwijst naar het afbranden van de velden tussen de bossen.
Het gebied is ongeveer 40 kilometer lang en 10 tot 15 kilometer breed. De oppervlakte is ongeveer 305 km².
De hoogste toppen zijn:
| Naam                 | Hoogte (in meters) |
| -------------------- | ------------------ |
| Turbacz              | 1310               |
| Jaworzyna Kamienicka | 1288               |
| Kiczora              | 1282               |
| Kudłoń               | 1276               |
| Czoło Turbacza       | 1259               |
| Mostownica           | 1251               |
| Gorc                 | 1228               |
| Lubań                | 1225               |

In het berggebied bevindt zich ook het nationaal park Gorce.